# Stadio del fondo di Östersund
Lo stadio del fondo di Östersund (in svedese: Östersunds skidstadion) è un impianto sportivo per la pratica di sci di fondo, biathlon e sci orientamento situato ad Östersund, in Svezia.

## Storia
Dopo aver organizzato nel 1970 le prime gare internazionali, nel 1993 fu realizzato un nuovo stadio del fondo per poter ospitare importanti manifestazioni sportive internazionali. A tal scopo vennoro investite circa dodici milioni di corone svedesi per garantire l'innevamento, i cannoni sparaneve, trampolini per il salto con gli sci, laboratori di sciolinatura, un centro direzionale, il centro per la giuria e nuove piste. Nel 1996 venne aggiunto anche una sala per i controlli antidoping e la sala stampa.
In vista dei campionati del mondo di biathlon del 2008 furono realizzati una nuova tribuna da 4.000 posti, l'illuminazione per le gare notturne e nuovi impianti per trasmissione dati e telecomunicazioni. Negli anni 2008-2011 sono state costruite ulteriori tribune, con posti a sedere per altri 2.000 spettatori, e una ventina di nuovi laboratori di sciolinatura.

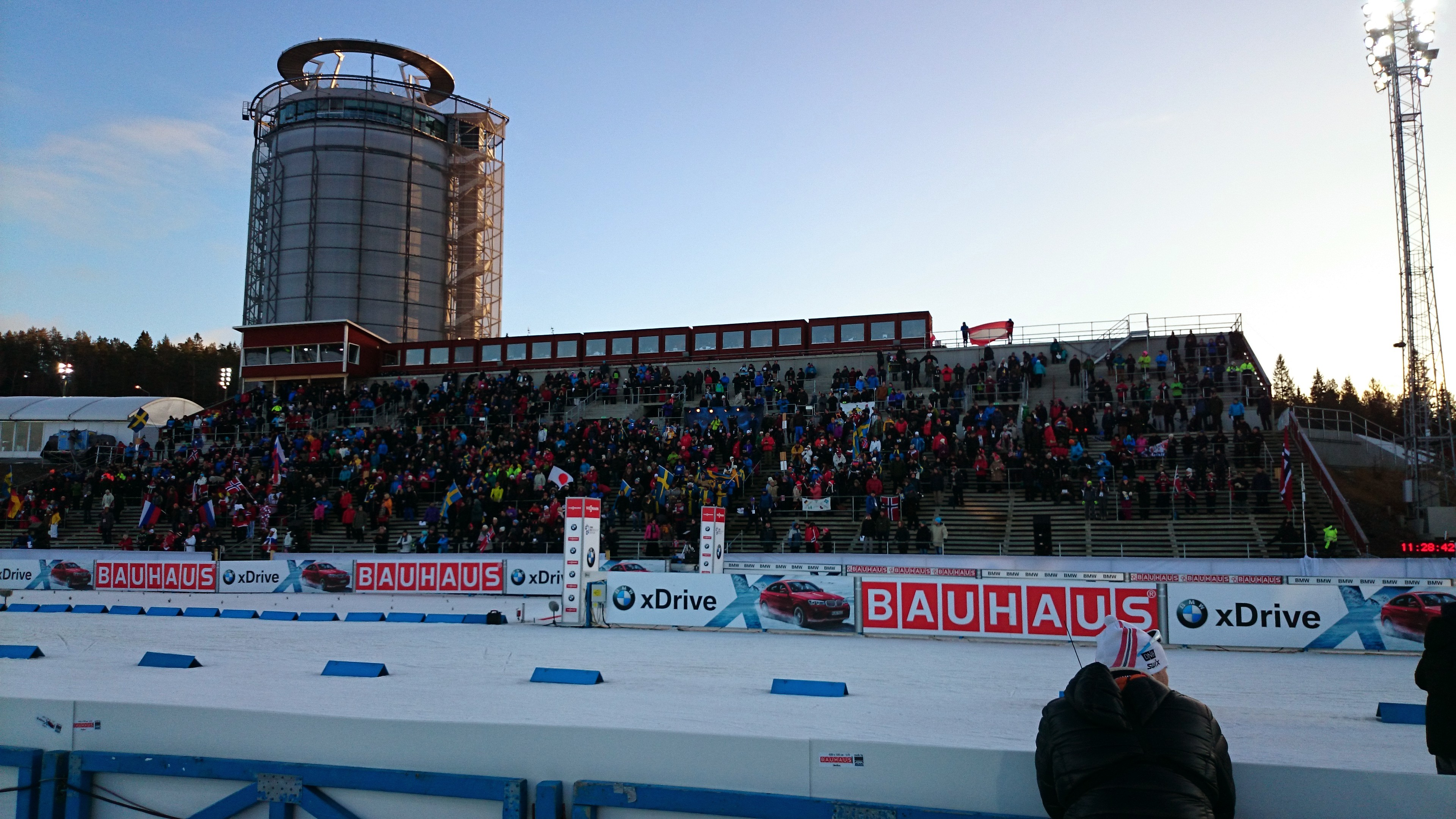
Lo stadio con la torre Arctura

Nell'ottobre 2013 è stato eletto a stadio nazionale per le gare di biathlon. Durante la stagione 2014-2015 è stata costruita una nuova postazione per i giornalisti con altre sale antidoping.
Nei pressi dello stadio è stata realizzata la torre Arctura (meglio conosciuta dalla popolazione locale come "il thermos"), alta 65 metri, per la produzione centralizzata di acqua calda, che viene accumulata in un enorme serbatoio da 26 milioni di litri. Dalla torre è possibile godere un panorama a 360° sull'impianto sportivo.

## Piste

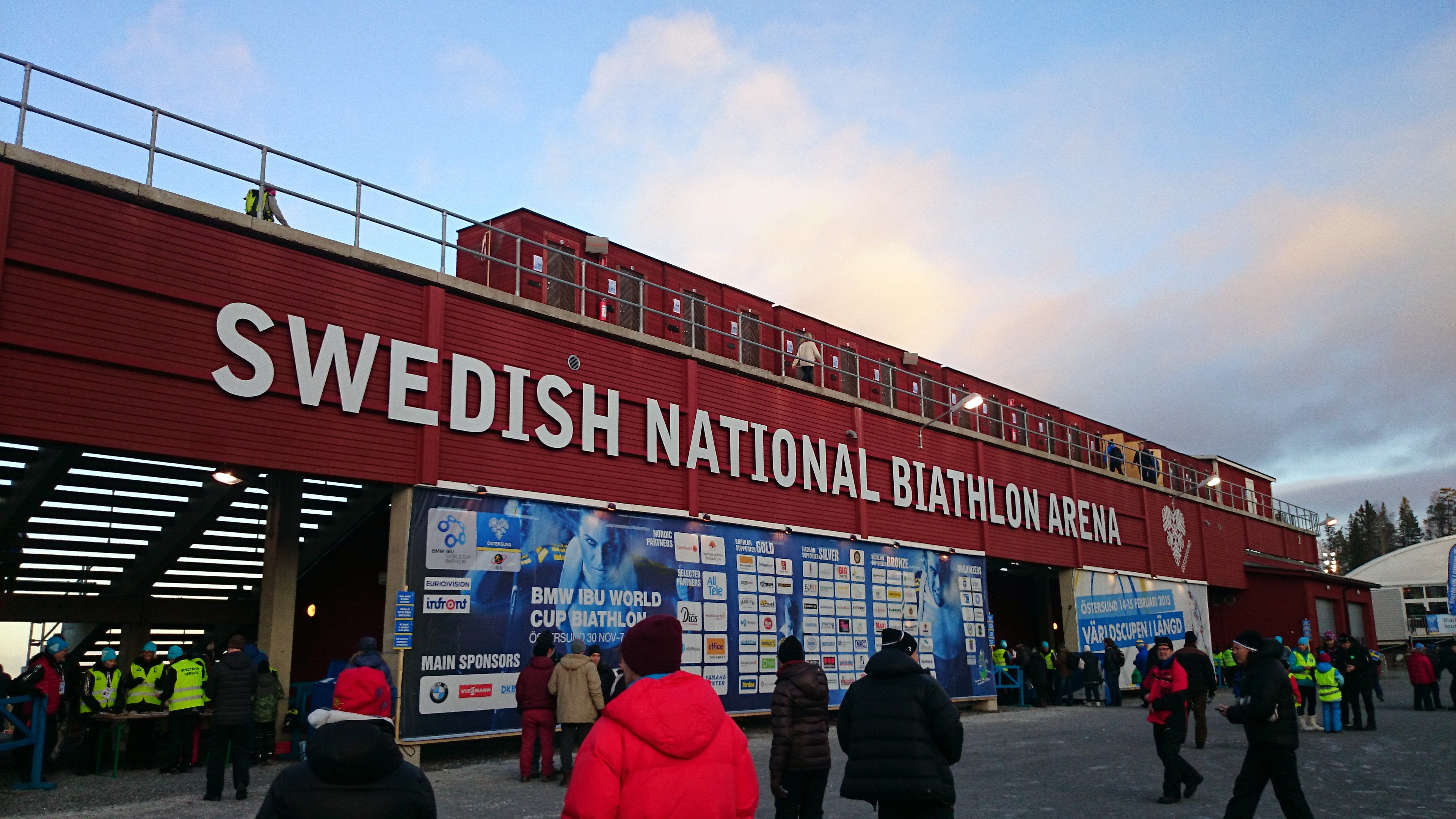
Ingresso allo stadio nazionale di biathlon

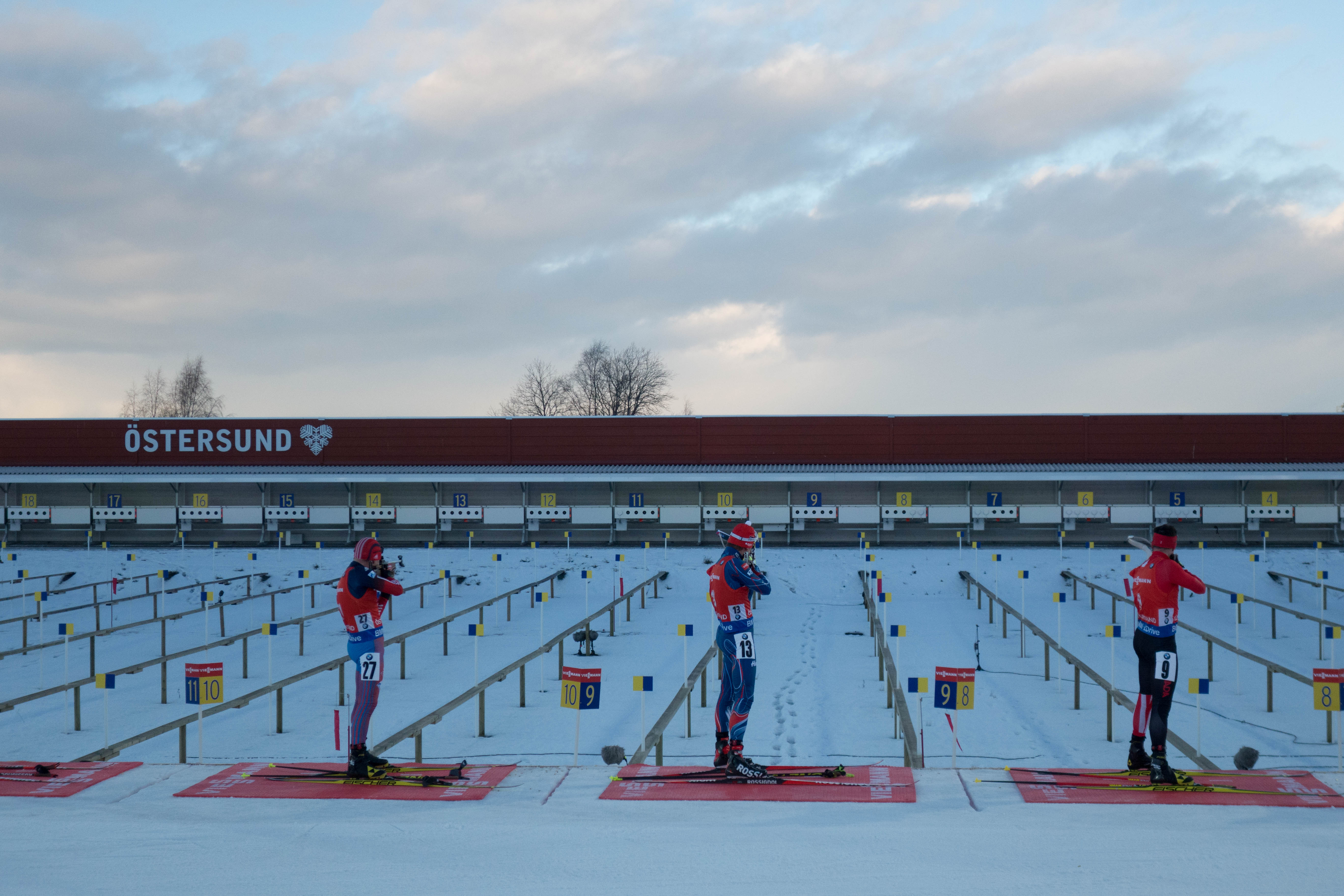
Atleti di biathlon al poligono

La stazione sciistica dispone di 89 chilometri di piste battute, di cui 29 km dotate di luce artificiale. Per il biathlon sono presenti 30 postazioni.
Normalmente, le piste sono aperte tra novembre e aprile; dal 2007 lo stadio è attivo dal 1º novembre grazie all'innevamento garantito dall'amministrazione comunale di Östersund.

## Maggiori eventi ospitati
- Campionati mondiali di biathlon 1970
- Campionati del mondi di sci orientamento 2004
- Campionati mondiali di biathlon 2008
- Campionati mondiali di biathlon 2019
- Coppa del Mondo di biathlon